# Тур'є (Словаччина)
Тур'є (словац. Turie) — село, громада округу Жиліна, Жилінський край, регіон Горне Поважіє. Кадастрова площа громади — 27,2 км².
Населення 2005 осіб (станом на 31 грудня 2018 року).

## Історія
Тур'є згадується 1386 року.

## Географія
Протікають річка Поломець; Турянський потік і Межигірський потік.

## Населення
| Рік:            | 1994. | 2004.   | 2014.   | 2024.   |
| --------------- | ----- | ------- | ------- | ------- |
| Кількість осіб: | 1819  | 1970    | 1979    | 2158    |
| Різниця:        |       | +8,30 % | +0,45 % | +9,04 % |

| Рік:            | 2023. | 2024.   |
| --------------- | ----- | ------- |
| Кількість осіб: | 2117  | 2158    |
| Різниця:        |       | +1,93 % |